# Кравченки (Полтавская область)
Кравченки (укр. Кравченки) — село, Ракитянский сельский совет, Великобагачанский район, Полтавская область, Украина.
Код КОАТУУ — 5320284705. Население по переписи 2001 года составляло 178 человек.

## Географическое положение
Село Кравченки находится в 5-и км от реки Хорол, примыкает к селу Андрущино, на расстоянии в 1 км — село Олефиры.

## Экономика
- Молочно-товарная ферма.